# Flauta
Flauta är en udde i Antarktis. Den ligger i Västantarktis. Argentina, Chile och Storbritannien gör anspråk på området.
Terrängen inåt land är huvudsakligen kuperad, men åt sydost är den bergig. Havet är nära Flauta söderut.  Trakten är obefolkad. Det finns inga samhällen i närheten. 